# Leptogaster acanthozona
Leptogaster acanthozona là một loài ruồi trong họ Asilidae. Leptogaster acanthozona được Janssens miêu tả năm 1954.